# Juan Pacheco Salazar
Juan Pacheco Salazar (nacido en la Ciudad de México, Distrito Federal) es empresario y político mexicano miembro del Partido Nueva Alianza, del cual fue candidato a Jefe Delegacional en Coyoacán.
Juan Pacheco es egresado de la Universidad Nacional Autónoma de México, Escuela Nacional de Estudios Profesionales Acatlán.
En el 2000 fue Presidente de La Asociación Nacional de Abogados de la Nueva República a invitación de Porfirio Muñoz Ledo.
Presidente del Comité Delegacional de Coyoacán en el Distrito Federal del Partido Auténtico de la Revolución Mexicana (PARM).
Secretario de Asuntos Jurídicos del Comité Directivo Estatal del PARM en el Distrito Federal.
Candidato a diputado federal por el distrito 24 postulado por el PARM.
En el 2003 fue coordinador delegacional en Coyoacán del Partido Liberal Mexicano (PLM) y representante propietario del PLM ante el Consejo Distrital 24 del Instituto Federal Electoral.
A invitación del diputado federal panista Manuel Castro y del Valle y por congruencia personal dada la amistad con el diputado se sumó a su coordinación de campaña electoral a jefe delegacional en Coyoacán.
Fue coordinador de Vinculación con Líderes de Opinión en la Campaña de Alberto Cinta a la Jefatura de Gobierno del Distrito Federal y Candidato a Jefe Delegacional en Coyoacán postulado por el partido Nueva Alianza para las elecciones del 2 de julio de 2006
Actualmente es representante Propietario del Partido Nueva Alianza ante la 23 Comisión Distrital de Vigilancia en el Distrito Federal.